# サントリービバレッジソリューション
サントリービバレッジソリューション株式会社（SUNTORY BEVERAGE SOLUTION LIMITED.）は、自動販売機での飲料水の販売、自動販売機の維持と管理、ファウンテン事業を行う企業。サントリーグループの企業であり、サントリー食品インターナショナルの子会社。
本項では、2022年1月1日に株式会社ジャパンビバレッジ、サントリービバレッジサービス株式会社、サントリービバレッジソリューション株式会社（初代）を経営統合して発足した2代目法人に関して記述する。

## 概要
サントリーグループにおける自動販売機事業並びにファウンテン事業は、長年にわたりジャパンビバレッジ、サントリービバレッジサービス、サントリービバレッジソリューション（初代）などのグループ会社によって手掛けてきた。母体となるジャパンビバレッジは、ジャパンビバレッジの持株会社化に伴うジャパンビバレッジホールディングス発足に伴い、2010年11月に株式会社ジャパンビバレッジ東京として設立された。
サントリー食品インターナショナルは2021年5月19日に、自動販売機等に関する事業の再編を行う事、ジャパンビバレッジが手掛けている事業、サントリービバレッジサービスが手掛ている自動販売機関連事業、サントリービバレッジソリューション株式会社（初代）が手掛けている法人営業部門・ファウンテン事業を2022年1月1日付で経営統合すること、サントリービバレッジソリューション（初代）が手掛けている自動販売機オペレーター向け販売をサントリーフーズへ集約させることをそれぞれ発表した。同年10月15日に経営統合の概要が発表された。
2022年1月1日付で、ジャパンビバレッジを存続会社として、ジャパンビバレッジが手掛けていた事業、サントリービバレッジサービスが手掛けていた自動販売機関連事業、サントリービバレッジソリューション株式会社（初代）が手掛けていた法人営業部門・ファウンテン事業の経営統合を実施。同時に株式会社ジャパンビバレッジからサントリービバレッジソリューション株式会社（2代）へ変更した。経営統合後は、サントリーフーズ製品（ペプシ、BOSSなど）をサントリー食品インターナショナルから直接仕入れた上でサントリーの自動販売機やコンビ機にて販売する他、キリンビバレッジ、アサヒ飲料、大塚製薬、ポッカサッポロフード&ビバレッジのサントリーグループ外の製品もジャパンビバレッジホールディングスから仕入れた上でコンビ機にて販売する。
サントリービバレッジソリューション（2代）は、3社に分かれていた事業を統合することで、サントリーグループにおける自動販売機事業の強化などを図る。

## 主要事業所
事業エリアは鳥取県・島根県・佐賀県・鹿児島県を除く43都道府県を事業エリアとしている。
- 本社 - 東京都新宿区西新宿8-17-1 住友不動産新宿グランドタワー11階
- 北海道支社 - 北海道札幌市白石区米里2条3丁目2-30（管轄エリア・北海道）
- 東北支社 - 宮城県仙台市若林区卸町東一丁目1-52（管轄エリア・宮城県・青森県・岩手県・秋田県・山形県・福島県）
- 関東・甲信越支社 - 埼玉県さいたま市大宮区桜木町1-9-6 大宮センタービル5F（管轄エリア・栃木県・茨城県・群馬県・山梨県・新潟県・長野県）
- 首都圏第一支社 - 東京都新宿区西新宿8-17-1 住友不動産新宿グランドタワー11階（管轄エリア・東京都の内、千代田区・港区・大田区・江東区などの地域）
- 首都圏第二支社 - 東京都新宿区西新宿8-17-1 住友不動産新宿グランドタワー11階（管轄エリア・東京都の内、杉並区・板橋区・足立区・練馬区・八王子市などの地域）
- 首都圏第三支社 - 東京都新宿区西新宿8-17-1 住友不動産新宿グランドタワー11階（管轄エリア・埼玉県・千葉県）
- 首都圏第四支社 - 東京都新宿区西新宿8-17-1 住友不動産新宿グランドタワー11階（管轄エリア・神奈川県）
- 東海・北陸第一支社 - 愛知県名古屋市中村区名駅南1-12-9　グランスクエア名駅南ビル（管轄エリア・愛知県・岐阜県・三重県）
- 東海・北陸第二支社 - 愛知県名古屋市中村区名駅南1-12-9　グランスクエア名駅南ビル（管轄エリア・静岡県・富山県・石川県・福井県）
- 近畿第一支社 - 大阪府大阪市西区土佐堀一丁目3-7 肥後橋シミズビル2F・3F（管轄エリア・大阪府・和歌山県）
- 近畿第二支社 - 大阪府大阪市西区土佐堀一丁目3-7 肥後橋シミズビル2F・3F（管轄エリア・滋賀県・奈良県・京都府・兵庫県）
- 中国・四国支社 - 広島県広島市西区商工センター3-3-14（管轄エリア・広島県・岡山県・山口県・香川県・徳島県・愛媛県・高知県）
- 九州・沖縄支社 - 福岡県糟屋郡宇美町大字井野字岩長浦316番590（管轄エリア・福岡県・長崎県・熊本県・大分県・宮崎県・沖縄県）

## 沿革
- 2010年11月 - 株式会社ジャパンビバレッジ（初代）の持株会社化に伴い、株式会社ジャパンビバレッジ東京として設立。
- 2021年1月1日 - 株式会社ジャパンビバレッジ北海道、株式会社ジャパンビバレッジ東北、株式会社ジャパンビバレッジイースト、株式会社ジャパンビバレッジセントラル、株式会社ジャパンビバレッジウエスト、株式会社ジャパンビバレッジ中四国、株式会社ジャパンビバレッジ九州、株式会社ジャパンビバレッジ沖縄、エースター株式会社の9社を吸収合併したと同時に、ジャパンビバレッジ東京の商号を株式会社ジャパンビバレッジ（2代）へ変更[8]。
- 2022年1月1日 - 株式会社ジャパンビバレッジ（2代）を存続会社として、株式会社ジャパンビバレッジ（2代）、サントリービバレッジサービス株式会社、サントリービバレッジソリューション株式会社（初代）の経営統合を実施。同時に株式会社ジャパンビバレッジ（2代）の商号をサントリービバレッジソリューション株式会社（2代）へ変更。
- 2023年4月1日 - 株式会社オリエンタル商事を吸収合併。
- 2024年4月1日 - サントリーフーズから、オペレーター向け自動販売機事業を移管[9]。

## レスリング部
ジャパンビバレッジ時代から活動している。2022年に実施された経営統合により、名称がジャパンビバレッジレスリング部からサントリービバレッジソリューションレスリング部へ変更された。
現在の所属選手
- 川井梨紗子
- 川井友香子

## 関連会社
- サントリー食品インターナショナル
- ジャパンビバレッジホールディングス
- サントリーフーズ
- サントリーフーズ沖縄
- 原田ベンディングサービス
- 香川ペプシコーラ販売
- ジャパンビバレッジエコロジー